# Mehrenkamp
Mehrenkamp ist ein Ortsteil der Stadt Friesoythe im niedersächsischen Landkreis Cloppenburg.

## Geografie und Verkehrsanbindung
Der Ort liegt nördlich des Kernortes Friesoythe direkt an der am östlichen Ortsrand verlaufenden Landesstraße L 832. Westlich fließt die Soeste, etwas weiter westlich verlaufen der Küstenkanal und die B 401.

## Naturschutzgebiete
Das 137 ha große Naturschutzgebiet (NSG) Schwaneburger Moor-Nord und das 68 ha große NSG Schwaneburger Moor liegen westlich, das 321,5 ha große NSG Ahrensdorfer Moor nordöstlich und das 300 ha große NSG Vehnemoor-West östlich.